# Dana (cantante)
Dana Rosemary Scallon (Londres, 30 de agosto de 1951) más conocida como Dana, es una cantante católica y política irlandesa.

## Biografía
Dana estudió música en el Thornhill College, en Irlanda del Norte. Su primer encuentro a gran escala con la música fue en el Festival de la Canción de Eurovisión 1970, el cual ganó representando a Irlanda con el tema All Kinds of Everything, que se convirtió en un gran éxito en su país y en Reino Unido (donde fue número 1). Después de este éxito le siguieron otros importantes temas como It's gonna be a cold Christmas que llegó a ser número 4 en las listas inglesas y Fairytale, que fue un gran éxito a nivel mundial incluso en Latinoamérica, donde llegó al número uno en México en 1977. Pronto empezaría a orientar su música hacia las letras de sentido católico. En 1982 editó un disco homenaje a Juan Pablo II titulado "Totus Tuus". Le siguieron numerosos discos de música cristiana que la llevaron a actuar en importantes festivales de este género. En 1997 se presenta a las elecciones para la presidencia de Irlanda como independiente y quedó tercera. En 1999 consiguió un escaño en representación del Ulster en las elecciones al Parlamento Europeo. En 2002 Joseph Ratzinger le otorgó la distinción de San Benito por sus contribuciones en defensa de la familia. En 2007 recibió el título Honoris Causa del Stonehill College de Massachusetts, Estados Unidos.

## Discografía
- 1970 All Kinds of Everything
- 1974 The World of Dana
- 1975 Have a Nice Day
- 1976 Love Songs and Fairytales
- 1979 The Girl is Back
- 1980 Everything is Beautiful
- 1981 Totally Yours
- 1982 Magic
- 1983 Let There Be Love
- 1984 Please Tell Him That I Said Hello
- 1985 If I Give My Heart to You
- 1987 In the Palm Of His Hand
- 1987 No Greater Love
- 1989 The Gift of Love
- 1990 All Kinds of Everything (recopilatorio)
- 1991 Dana's Ireland
- 1991 The Rosary
- 1992 Lady of Knock
- 1993 Hail Holy Queen
- 1993 Say Yes!
- 1995 The Healing Rosary
- 1996 Dana The Collection
- 1997 Humble Myself
- 1997 Forever Christmas
- 1997 Heavenly Portrait
- 1998 The Best of Dana
- 1998 Stations of The Cross
- 2004 Perfect Gift
- 2005 In Memory of Me
- 2006 Totus Tuus
- 2007 Good Morning Jesus!

| Predecesor: Frida Boccara Lenny Kuhr Salomé Lulu | Ganadores del Festival de la Canción de Eurovisión 1970 | Sucesor: Séverine                           |
| Predecesor: Muriel Day con "The wages of love"   | Irlanda en el Festival de Eurovisión 1970               | Sucesor: Angela Farrell con "One day love"' |

- Datos: Q237615
- Multimedia: Dana Scallon / Q237615